# Huancabamba rotundiceps
Huancabamba rotundiceps är en insektsart som beskrevs av Rauno E. Linnavuori 1959. Huancabamba rotundiceps ingår i släktet Huancabamba och familjen dvärgstritar. Inga underarter finns listade i Catalogue of Life.